# Прис, Уильям Генри
Уильям Генри Прис (англ. William Henry Preece; 15 февраля 1834 — 6 ноября 1913) — британский (валлийский) электротехник и изобретатель. После своей отставки в 1899 году получил на торжествах в честь королевского дня рождения Орден Бани.
Член Лондонского королевского общества (1881).

## Биография
Родился в Карнарвоне (Гвинед, Уэльс). Образование получил в лондонских колледжах. Затем учился у Майкла Фарадея. Работал на Почту Великобритании. Внёс несколько улучшений в железнодорожную систему сигналов и улучшил состояние безопасности на железных дорогах. Состоял в переписке с Оливером Лоджем.

## Наука
В 1889 с группой энтузиастов участвовал в эксперименте на озере, в ходе которого им удалось передавать и принимать по радио сигналы азбуки Морзе на расстояние примерно в 1 милю. В 1892 Прис создал беспроводную телеграфную и телефонную систему. Разработал систему и внедрил в Англии телефонную связь. В 1876 такая же система была запатентована Беллом в США. Вместе с Артуром Вестом Хевисайдом (братом Оливера Хевисайда, своего вечного соперника) в ходе экспериментов открыл радиоиндукцию. Прис также весьма способствовал деятельности Маркони в области радио, горячим сторонником которого являлся.